# Sljepoočni mišić
Sljepoočni mišić (lat. musculus temporalis) je paran mišić glave, lepezastog oblika. Mišić spada u skupinu žvačnih mišića. Mišić inervira lat. nervus mandibularis. 

## Polazište i hvatište
Mišić polazi s medijalne strane sponičnog luka (lat. arcus zygomaticus), sljepoočne kosti i tjemene kosti. Njegove niti prelaze u tetivu koja se hvata za donju čeljust (koronoidni nastavak). 